# Hoplitis claviventris
Hoplitis claviventris là một loài ong trong họ Megachilidae. Loài này được Thomson miêu tả khoa học đầu tiên năm 1872.